# 国防省
国防省（こくぼうしょう）は、各国・各州政府において設置されている省庁の一つ。軍事の管理、つまり主に他国による侵略や大規模災害から国家および国民を防衛することを任務とし、軍隊を統制する。
国軍を持たない国もあり、その国には国防省は通常設置されない。ただし、国軍を保有していないアイスランドは、防空レーダーの運用やNATO等との調整を任務とするために外務省の外局扱いで防衛庁を設置している。
なお、国軍を設置している国においても沿岸警備隊や国境警備隊などは、警察や内務省の管轄下にある場合が多い。

## 各国の国防省
英語では Ministry of Defence (MOD)、Defence Ministry、Department of Defence (DoD)、Defence Department など。
「国防省」と日本語訳される代表的な機関には次のものがある。
- 国防省 (イギリス) -  イギリスの Ministry of Defence
- 国防省 (イスラエル) -  イスラエルの מִשְׂרַד הַבִּטָּחוֹן
- 国防省 (イタリア) -  イタリアの Ministero della Difesa
- 国防省 (インド) -  インドの প্রতিরক্ষা মন্ত্রক
- 国防省 (オーストラリア) -  オーストラリアの Department of Defence
- 国防省 (カナダ) -  カナダの Department of National Defence / ministère de la Défense nationale
- 国防省 (クロアチア) -  クロアチアの Ministarstvo obrane Republike Hrvatske
- 国防省 (シンガポール) -  シンガポールの Ministry of Defence, MINDEF
- 国防省 (スウェーデン) -  スウェーデンの Försvarsdepartementet
- 国防省 (スリランカ) -  スリランカの Ministry of Defence
- 国防省 (タイ) -  タイ王国の กระทรวงกลาโหม
- 国防省 (フィリピン) -  フィリピンの Department of National Defense
- 国防省 (ブラジル) -  ブラジルの Ministério da Defesa
- 国防省 (ポーランド) -  ポーランドの Ministerstwo Obrony Narodowej
- 国防省 (メキシコ)
- 国防省 (朝鮮民主主義人民共和国) -  朝鮮民主主義人民共和国の  국방성
- ウクライナ国防省 -  ウクライナの Міністерство оборони
- ベラルーシ国防省 -  ベラルーシの Мiнiстэрства абароны
- 連邦国防省 -  ドイツの Bundesministerium der Verteidigung
- ロシア国防省 -  ロシアの Министерство обороны

など。
漢字圏の国での同等な機関は、現地語での漢字どおりに書かれることもあるが、「国防省」と訳されることもある。
- 国防部 (中華民国) -  中華民国の 中華民國國防部
- 国防部 (大韓民国) -  大韓民国の 대한민국국방부
- 中華人民共和国国防部 -  中華人民共和国の 中华人民共和国国防部
- 国防部 (ベトナム) -  ベトナムの Bộ Quốc phòng

同様の任務を有しているが名称（あるいは訳語）が異なる機関としては次のものがある。
- アメリカ国防総省 –  アメリカ合衆国の Department of Defense（戦争省・海軍省・空軍省の三省を統括する省として、省の上に設置された省だったことから「総省」という語が造られた。直訳では「国防省」「防衛省」）
- 軍事省 (フランス) -  フランスの  Ministère des Armées
  - 2017年に「国防省」から改称。
- 防衛省 –  日本の防衛省。英語名称は Ministry of Defense（国防省と同じ英語訳）

上記のどれにも当てはまらないもの。
- 防衛庁 (アイスランド) –  アイスランドの Varnarmálastofnun Íslands（英訳:Icelandic Defence Agency）

## かつて存在した例
- 兵部省 - 明治時代の日本に存在、陸軍省と海軍省の前身。
- 陸軍省 - 明治36年から昭和20年までの日本に存在、陸軍解体により第一復員省の前身となった。
- 海軍省 - 明治36年から昭和20年までの日本に存在、海軍解体により第二復員省の前身となった。
- 保安庁 - 日本の保安庁、防衛庁の前身。英語名称：National Safety Agency
- 防衛庁 - 日本の防衛庁、防衛省の前身。英語名称：Japan Defense Agency
- 満洲国軍政部 - 満洲国（現在の中国東北部）に存在。
- 満洲国軍事部 - 満洲国（現在の中国東北部）に存在。
- ロシア帝国軍事省 - ロシア帝国に存在。
- ソビエト連邦軍事省（ロシア語版） - 1946年3月15日からソビエト連邦に存在。
- プロイセン王国軍務省（英語版）(Preußisches Kriegsministerium) - プロイセン王国に存在。
- ドイツ国国防省（英語版）(Reichswehrministerium) - ヴァイマル共和政時代。
- ドイツ国戦争省(Reichskriegsministerium) - ナチス・ドイツ時代。
- 国防省 (東ドイツ)（ドイツ語版）（Ministerium für Nationale Verteidigung) - 再統一以前、ドイツ民主共和国（東ドイツ）に存在。
- アメリカ合衆国旧陸軍省(United States Department of War) - 別名War Office。1789年から1947年9月18日まで存続。原義は「戦争省」もしくは「軍務省」。